# Далека синя височінь
«Далека синя височінь» (англ. The Wild Blue Yonder) — науково-фантастичний псевдодокументальний фільм режисера Вернера Герцога, який вийшов на екрани у 2005 році.

## Сюжет
Фільм розділений автором на десять частин-розділів. Інопланетянин, якого не відрізнити від людини, розповідає свою історію. Кілька сотень років тому він з родичами з Туманності Андромеди прилетів на Землю…
I. Реквієм за планетою, що вмирає
Зірка на ім'я Далека синя височінь вмирала: наступав льодовиковий період. Її розумні мешканці вирушили на космічних кораблях у пошуках кращої долі. Багато з них загубилися у космосі, але деякі дісталися до Землі.
II. Інопланетні засновники
Інопланетяни, які долетіли до Землі, мали грандіозні плани з облаштування життя на ній, але у них нічого не вийшло. Єдиний помітний успіх — один з них став головою комітету зі стратегічного планування в Пентагоні.
III. Повернення до таємниці Розвелла
Оповідач історії працював у ЦРУ та чудово знав істину цієї таємниці: один з його родичів невдало приземлився. З собою у нього була «життєва мікроформа». Попри протести оповідача, уряд вирішив розкрити таємні матеріали справи 50-річної давнини, і мікроформа виривалася на свободу. Довелося посилати астронавтів на пошуки альтернативи Землі.
IV. Місія до краю Всесвіту
Астронавти за допомогою апарата «Галілео» обстежили всю Сонячну систему, але не знайшли в ній місць, придатних для життя людства. Зрозуміло, що треба летіти в глибокий космос.
V. Загибель мрії
Інопланетянин розповідає, наскільки безмірно величезні відстані в космосі, подаючи як приклад зірку Альфа Центавра.
VI. Математична теорія хаотичного руху
Математики Землі знайшли спосіб пронизувати простір, відкривши «гравітаційні тунелі». У цьому їм допомогли малюнки на підлозі Шартрского собору. За допомогою цього відкриття астронавти незабаром прибувають на рідну планету оповідача, яка наповнена рідким гелієм, прихованим під товщею криги. Дослідники починають вивчати підлідний світ нової землі.
VII. Таємниці Синьої височини
Істоти, що живуть під льодом, розумні, але земляни цього не відчувають і не йдуть на контакт. Вони повністю зайняті майбутньою колонізацією планети.
VIII. Утопічний ідеал колонії
Намітивши кілька місць для майбутніх колоній, земляни збираються у зворотний шлях.
IX. Часовий тунель
Для повернення на Землю астронавтам необхідно пройти через тимчасовий тунель, розпадаючись на атоми, а потім збираючись знову. Після прибуття додому вони виявили, що пройшло не 15 років, як вони розраховували, а 820.
X. Справжня історія їх повернення
На Землі не залишилося жодної людини, люди давно покинули рідну планету, зробивши її національним парком.
Подяки
- Екіпажу — «За мужність в супроводі цієї місії»
- NASA — «За почуття поезії»
- Генрі Кайзеру — «За зліт в замерзле небо»

## В ролях
- Бред Дуріф — інопланетянин, оповідач

Математики, камео
- Мартін Ло
- Роджер Дейл
- Тед Світсер

Члени екіпажу Атлантіс STS-34, камео
- Дональд Вільямс — астронавт-командир екіпажу
- Еллен Бейкер — астронавт-лікар
- Франклін Чанг-Діас — астронавт-фізик
- Шеннон Лусід — астронавт-біохімік
- Майкл Мак-Каллі — астронавт-пілот

## Саундтрек
Альбом віолончеліста Ернста Рейзегера «Requiem for a Dying Planet» з музикою до документального фільму Вернера Герцога «Білий діамант» 2004 року та стрічки «Далека синя височінь» 2005 року у виконанні вокаліста/поета/виконавця Мола Сілли та The Voches de Sardinna. Оригінальні треки були записані у 2004 році у Франції та Німеччині, а додатковий запис був зроблений в Німеччині у 2006 році, перш ніж альбом вийшов на лейблі Winter & Winter.
Перелік треків
| Requiem for a Dying Planet | Requiem for a Dying Planet        | Requiem for a Dying Planet |
| #                          | Назва                             | Тривалість                 |
| -------------------------- | --------------------------------- | -------------------------- |
| 1.                         | «Intro Dank sei dir Gott»         | 0:47                       |
| 2.                         | «Dank sei dir Gott»               | 4:19                       |
| 3.                         | «Longing for a Frozen Sky»        | 2:08                       |
| 4.                         | «A Una Rosa»                      | 8:37                       |
| 5.                         | «Libera Me, Domine»               | 7:14                       |
| 6.                         | «In Search of a Hospitable Place» | 5:26                       |
| 7.                         | «Sanctus»                         | 6:37                       |
| 8.                         | «Bad News from Outer Space»       | 6:10                       |
| 9.                         | «Su Bolu 'e s'Astore»             | 4:52                       |
| 10.                        | «Mura/Ballu Turturinu»            | 6:01                       |
| 11.                        | «Song of the Desert»              | 7:31                       |
| 12.                        | «Kyrie»                           | 5:45                       |
| 47:37                      |                                   |                            |

## Виробництво
Фільм містить архівне знімання НАСА, що зняли астронавти на 16-міліметрову плівку в космічному кораблі «Атлантіс», на якій показана взаємодія екіпажу, їхня повсякденна діяльність, коли вони готують корабель до розгортання зонда «Галілео». Матеріал також містить візуальні дані, які були відправлені назад в центр управління польотом з системи візуалізації зонда. На додаток до цього, Герцог отримав архівний матеріал підводного фільмування Антарктики Генрі Кайзера як учасника Антарктичної програми США.

## Сприйняття

### Критика
Фільм отримав переважно позитивні відгуки критиків. На сайті Rotten Tomatoes 69 % критиків схвально оцінили стрічку, згідно з 35 оглядами. На Metacritic середній бал стрічки 65 зі 100 на основі 11 переглядів.
Манола Даргіс з «Нью-Йорк таймс» сказала про фільм: «Майстерна суміш ретельно відібраного та вже створеного матеріалу», хоча відмітила кілька недоліків. У «Гардіан» Фелім О'Ніл схвально відгукнувся про підхід Герцога, використаний у стрічці.

### Нагороди та номінації
| Нагороди та номінації фільму «Далека синя височінь» | Нагороди та номінації фільму «Далека синя височінь» | Нагороди та номінації фільму «Далека синя височінь» | Нагороди та номінації фільму «Далека синя височінь» | Нагороди та номінації фільму «Далека синя височінь» | Нагороди та номінації фільму «Далека синя височінь» |
| Рік                                                 | Кінофестиваль/кінопремія                            | Категорія/нагорода                                  | Номінант                                            | Результат                                           |                                                     |
| --------------------------------------------------- | --------------------------------------------------- | --------------------------------------------------- | --------------------------------------------------- | --------------------------------------------------- | --------------------------------------------------- |
| 2005                                                | Кінофестиваль у Сіджасі                             | Особлива згадка                                     | Вернер Герцог                                       | Перемога                                            |                                                     |
| 2005                                                | Кінофестиваль у Сіджасі                             | Найкращий фільм                                     | Вернер Герцог                                       | Номінація                                           |                                                     |
| 2005                                                | «Темні ночі»                                        | Гран-прі                                            | Вернер Герцог                                       | Номінація                                           |                                                     |
| 2005                                                | Венеційський кінофестиваль                          | Приз ФІПРЕССІ                                       | Вернер Герцог                                       | Перемога                                            |                                                     |
| 2005                                                | Венеційський кінофестиваль                          | Горизонти: Найкращий фільм                          | Вернер Герцог                                       | Номінація                                           |                                                     |
| 2006                                                | Міжнародний кінофестиваль у Мар-дель-Плата          | Міжнародне змагання: Найкращий фільм                | Вернер Герцог                                       | Номінація                                           |                                                     |